# Зайцев, Максим Сергеевич
Максим Сергеевич Зайцев (род. 13 октября 1988 года, Москва) — депутат Государственной Думы от политической партии ЛДПР, действительный государственный советник Российской Федерации 3 класса.

## Биография
В 2010 г. окончил Российский университет дружбы народов (РУДН).
Кандидат исторических наук. В 2016 г. в РУДН защитил диссертацию на тему: «Исторический опыт нефтегазовой дипломатии России в СНГ на рубеже XX—XXI веков».
До 2012 г. занимал различные должности в Министерстве обороны Российской Федерации.
С 2012 г. работал в Администрации Губернатора и Правительства Брянской области, был помощником члена Совета Федерации РФ от исполнительной власти региона.
С октября 2014 г. — Руководитель Аппарата фракции ЛДПР в Государственной Думе VI и VII созывов.
Со 2 октября 2019 г. — депутат Государственной Думы Федерального Собрания Российской Федерации VII созыва.
Член Комитета Государственной Думы по экологии и защите окружающей среды.
Депутатская группа по связям с парламентом Японии.

## Награды
- Благодарность Правительства Российской Федерации (20 июля 2019 года) — за большой вклад в обеспечение законотворческой деятельности Государственной Думы Федерального Собрания Российской Федерации[2].
- Имеет государственные награды и благодарности различных органов государственной власти.[источник не указан 1990 дней]
- Памятный знак «МПА СНГ. 30 лет» (16 ноября 2023 года, Межпарламентская ассамблея СНГ) — за заслуги в деле развития и укрепления парламентаризма, за вклад в развитие и совершенствование правовых основ функционирования Содружества Независимых Государств, укрепление международных связей и межпарламентского сотрудничества[3].

## Публикации
Автор десятков научных статей в различных периодических изданиях.

## Хобби
Дайвинг, сноуборд, аэрофотосъемка
.